# Konsztantyinovka (Amuri terület)
Konsztantyinovka (oroszul: Константиновка) falu Oroszország ázsiai részén, az Amuri területen, a Konsztantyinovkai járás székhelye. Népessége: 5329 fő (a 2010. évi népszámláláskor).

## Elhelyezkedése
Az Amuri terület déli részén, Blagovescsenszk területi székhelytől 104 km-re délkeletre fekszik, az országhatáron folyó Amur bal partján. Az északabbra fekvő Tambovkába vezető R465-ös út köti össze a térség más helységeivel.
A folyó menti települést 1858-ban kozákok alapították és Konsztantyin Nyikolajevics nagyhercegről, I. Miklós orosz cár fiáról nevezték el.